# Llista d'estrelles de l'Àguila
Això és la llista d'estrelles notables de la constel·lació d'Àguila, ordenades segons el seu esclat.